# Carcelia prominens
Carcelia prominens är en tvåvingeart som beskrevs av Cantrell 1985. Carcelia prominens ingår i släktet Carcelia och familjen parasitflugor. Inga underarter finns listade i Catalogue of Life.